# ヴァレリー・ラルボー
ヴァレリー・ラルボー（Valery Larbaud、1881年8月29日 - 1957年2月2日）は、フランスの詩人、小説家、随筆家、翻訳家。代表作に、子どもの繊細な感性を描いた短編集『幼なごころ』、「富裕なアマチュア」が書いた架空の全集という設定で短編小説、詩、日記によって構成される『A・O・バルナブース全集』がある。翻訳家としては、とりわけ、米国で発禁処分を受け、パリで出版されたジェイムズ・ジョイスの『ユリシーズ』のフランス語訳・監訳（1929年）で知られる。フランス語、英語のほか、イタリア語、スペイン語でも執筆した文学的コスモポリティスムの先駆者である。

## 生涯

### 背景
ヴァレリー・ラルボーは1881年8月29日、フランス中部にある有数の温泉保養地ヴィシー（アリエ県）でニコラ・ラルボーとイザベル・ビュロー・デ・ゼティヴォーの一人息子として生まれた。父ニコラは薬学を修め、病院に勤務した後、ヴィシーのサン＝ティヨールでミネラルウォーターの鉱泉を開発・経営し、膨大な富を築いた。ラルボーが8歳のとき、父が59歳で死去し、母イザベルに育てられたが、父の遺産により学業に専念することができただけでなく、母とともに欧州各国を旅行し、さらに後にこの遺産を相続したため、労働によって生計を立てる必要もなかった。

### 教育
地元の小学校に通っていた頃に耽読したのはジュール・ヴェルヌの冒険小説とピエール・ロティの『秋の日本』（Japoneries d’automne）であった。
中等教育からはパリまたはパリ近郊の学校に通った。フォントネー＝オー＝ローズ（オー＝ド＝セーヌ県）のコレージュ・サント＝バルブ＝デ＝シャンは、パリ最古の中等教育機関コレージュ・サント＝バルブを本校とするカトリック系の私立学校で、ポール・デシャネルをはじめとする多くの文化人を輩出した名門校であり、1911年発表のラルボーの小説『フェルミナ・マルケス』の舞台となった。次いでパリのリセ・アンリ＝カトルに入学したが、ムーラン（アリエ県）に越したために同地のリセ・テオドール＝ド＝バンヴィルに転校し、最後にリセ・ルイ＝ル＝グランを卒業。1901年にバカロレアに合格してソルボンヌ大学に入学し、1907年に学士号を取得した。

### 執筆活動
在学中もフランス各地（ヴァルボワ、サン＝ナゼール、ノワールムティエ島、ナント、ブールジュ）や欧州各国（スペインやイタリア各地、リエージュ、ケルン、ベルリン、サンクトペテルブルク、モスクワ、ハルキウ、コンスタンティノープル、ソフィア、ベオグラード、ウィーン）を旅行した。また、ソルボンヌ大学では英語とドイツ語を専攻したが、旅行をしながらイタリア語とスペイン語も習得した。さらに、在学中から詩作を始め、1896年、リセ・テオドール＝ド＝バンヴィル在籍中に最初の韻文詩集『柱廊』を自費出版し、1903年には後に『A・O・バルナブース全集』に収められることになる「哀れなシャツ屋」を完成した。
同じ頃、ウォルター・サヴェージ・ランダーやサミュエル・テイラー・コールリッジなど英国詩人の作品をフランス語に翻訳し、発表し始めた。ラルボーによるコールリッジの『老水夫行』のフランス語訳が出版されたのは、ラルボーがまだ学生の頃であった。この後、彼は特に小説家サミュエル・バトラーや米国詩人ウォルター・ホイットマン、ジェイムズ・ジョイスの翻訳家として知られることになる。
ラルボーがジョイスと知り合ったのは、1920年、シルヴィア・ビーチが経営するシェイクスピア・アンド・カンパニー書店でのことであったが、ジョイスの『ユリシーズ』が翌1921年に米国で発禁処分を受けたときに、これを刊行したのがシェイクスピア・アンド・カンパニー書店であり、これを機に『ユリシーズ』のフランス語訳が開始され、1929年にラルボーの監訳により刊行された。
1905年頃にアンドレ・ジッドと知り合い、書簡を交わすようになった。さらに、友人マルセル・レイを介して同郷の作家シャルル＝ルイ・フィリップと知り合い、交友が広がると同時に、才能が認められるようになった。1908年に発表した『富裕なアマチュアが書いた詩』はゴンクール賞候補作になり、オクターヴ・ミルボーの賛成票を得るほどであったが、さらに1911年に発表した『フェルミナ・マルケス』もゴンクール賞候補作になり、複数の賛成票を得た。『フェルミナ・マルケス』はジッドらが1909年に創刊した『新フランス評論』誌に4回にわたって連載された作品であり、ラルボーはジッドが寄稿していたもう一つの重要な雑誌『ラ・ファランジュ』にも短編「包丁」を掲載した。後に『幼なごころ』に収められる短編の中でも最も衝撃的とされる作品である。
シャルル＝ルイ・フィリップは1909年に35歳で早世した。彼の葬儀でラルボーは詩人レオン＝ポール・ファルグと知り合った。ラルボーはファルグ、ポール・ヴァレリーとともに1924年に文学雑誌『コメルス』を創刊した。主幹は、オデオン通りでヴァレリー、ジョイスら前衛作家が集まる書店を経営し、シルヴィア・ビーチの書店設立にも協力したアドリエンヌ・モニエであり、ラルボーが監訳した『ユリシーズ』のフランス語訳も『コメルス』誌に掲載された後、モニエの書店から刊行された。この翻訳にはファルグも参加している。
『コメルス』誌は季刊誌であり、1932年まで刊行された。主な寄稿者は、アンドレ・ジッド、ポール・クローデル、フランシス・ジャム、アンドレ・シュアレス、ジャン・ポーラン、ジャン・ジオノ、アンリ・ミショー、マルセル・ジュアンドーらであったが、アンドレ・ブルトン、ルイ・アラゴンらによって同じ1924年に『シュルレアリスム革命』誌が創刊されたこともあって、同誌に寄稿していたブルトン、アラゴンのほか、アントナン・アルトー、ロベール・デスノスらのシュルレアリストも国際的な活動の場として『コメルス』誌に寄稿した。さらに、国際性という観点からは、英語圏の文学のフランス語訳を掲載するだけでなく、フランスで活躍していた他国出身の作家が仲介役となって、特にイタリア語圏、ドイツ語圏の文学が積極的に紹介された。イタリア語圏はラルボーとともにジュゼッペ・ウンガレッティが担当、ドイツ語圏はベルンハルト・グレトゥイゼンがライナー・マリア・リルケ、フーゴ・フォン・ホーフマンスタールらを紹介した。

### 晩年
もともと病弱であったラルボーは、1934年に体調を崩して治療を受け始めたが、翌1935年に脳溢血で倒れて失語症に陥り、事実上、執筆活動ができなくなった。やがて半身不随になり、以後22年にわたって回復することなく車椅子の生活を余儀なくされ、1957年2月2日にヴィシーで75年の生涯を閉じた。
同年、ラルボーの主な作品を収めたプレイヤード叢書が刊行された。
1967年にヴァレリー・ラルボー国際友の会および同会によるヴァレリー・ラルボー賞が創設された。「ヴァレリー・ラルボーが好みそうな作品、またはラルボーの精神、美意識、思想に近い作品を著した作家」に与えられる賞であり、これまでにクロード・ロワ、ジャン＝マリ・ギュスターヴ・ル・クレジオ、オリヴィエ・ジェルマン＝トマ、ジル・ルロワらが受賞している。

## 作品

### 作風
ラルボーはジョイスの翻訳家であったばかりでなく、小説の手法についてもジョイスから多くを学んでいる。特に内的独白による意識の流れの手法であり、すでに1913年に発表された『A・O・バルナブース全集』の「日記」において内的独白に近い内面の描写が認められるが、1920年代の作品ではラルボー独自の内的独白の作品が次々と描かれた。
日本でラルボーの作品を最初に翻訳・紹介したのは堀口大學であった。その後、伊吹武彦や新庄嘉章の翻訳が刊行されたが、最も多くの作品を訳しているのは岩崎力であり、特に10篇の短編を収めた2005年刊行の『幼なごころ』は現在でもラルボーの代表作として広く知られている。主人公は少年・少女だが、児童文学作品ではなく、むしろ大人に対して批判的・挑戦的で、かといって直接反抗するのではなく、独自の繊細な感性をもった子どもたちである。

### 主な著書
下記は訳書（短編作品集も）

#### 詩、小説、随筆
- Les Portiques (1896)『柱廊』- 韻文詩集
- Poèmes par un riche amateur (1908)『富裕なアマチュアが書いた詩』- 詩集（『A・O・バルナブース全集』所収）
- Le Livre de M. Barnabooth, Prose et vers (1908)『バルナブース氏の書、散文詩・韻文詩』- 詩集（『A・O・バルナブース全集』所収）
- Fermina Márquez (1911) - 小説
  - 『美わしきフェルミナ』新庄嘉章訳、新潮社（新潮文庫）1955年
  - 「フェルミナ・マルケス」石井啓子訳『恋人たち、幸せな恋人たち』筑摩書房（ちくま文庫）2009年所収
- A.O. Barnabooth (1913) - 架空の人物による詩、短編小説、日記
  - 『A・O・バルナブース全集』岩崎力訳、河出書房新社（モダン・クラシックス）1973年
    - 岩波書店〈岩波文庫〉、2014年（改訳版、上下巻）
　上巻：哀れなシャツ屋 / ボルボリグム / ヨーロッパ / 第一の手帖 / 第二の手帖。
　下巻：第三の手帖 / 第四の手帖 / 秘めやかな心の声…

  - 『バルナブースの日記』岩崎力訳、現代出版社（20世紀の文学1）1969年 - 日記のみ所収
- Enfantines (1918) - tome I : Le Couperet, Rachel Frutiger ; tome II: Dolly, Devoirs de vacances ; tome III: Rose Lourdin, Eliane ; tome IV: L'heure avec la figure, La Grande époque - 短編集
  - 『青春物語』新庄嘉章訳、新潮社、1951年
  - 『めばえ ― アンファンティヌ』池田公麿訳、旺文社文庫、1976年。旺文社（必読名作シリーズ）1990
  - 『幼なごころ』岩崎力訳、岩波文庫、2005年

ローズ・ルルダン / 包丁 / 〈顔〉との一時間 / ドリー / 偉大な時代 / ラシェル・フリュティジェール / 夏休みの宿題 / 十四歳のエリアーヌの肖像 / ひとりぼっちのグウェニー / 平和と救い）
※所収作品で、下記の「包丁」、「ローズ・ルルダン」、「十四歳のエリアーヌの肖像」は複数の邦訳がある。
  - 『包丁』新庄嘉章・平岡篤頼共訳、第三書房（現代フランス文学双書10）1974年

「包丁」岩崎力訳、『集英社ギャラリー 世界の文学 8 フランス III』集英社、1990年。編集委員：川村二郎・菅野昭正・篠田一士・原卓也
  - 「ローズ・ルルダン」伊吹武彦訳

鈴木信太郎編『フランス短篇集 現代篇』旧・河出文庫、1955年
鈴木信太郎・渡辺一夫共編『世界短篇文学全集7　フランス文学20世紀』集英社、1962年、新装版1966年
滝田文彦訳、小林正編『フランス短篇名作集』學生社、1961年
岩崎力訳、渡辺一民編『フランス短篇24』集英社「現代の世界文学」、1980年、新装版1987年
山田稔編訳『フランス短篇傑作選』岩波文庫、1991年
「ローズ・ルールダン」池田公麿訳『わがひそかなる楽しみ』田辺聖子編、「光る話の花束8」光文社、1990年
  - 『エリアーヌ十四才の肖像』饗庭孝男・堀田郷弘共訳、朝日出版社、1978年

- Beauté, mon beau souci... (1920) - 小説
  - 『仇ごころ ― 小説』堀口大學・青柳瑞穂共訳、第一書房、1932年
- Amants, heureux amants (1921) - 小説
  - 『恋人たち、幸せな恋人たち』石井啓子訳、筑摩書房（ちくま文庫）2009年
  - 「恋人よ、幸せな恋人よ」片山正樹訳、『世界の文学 第52巻 フランス名作集』中央公論社、1966年
- « James Joyce » (1922) - 1921年12月7日にアドリエンヌ・モニエの書店で行われた講演の原稿
  - 「同時代の批評 ジェイムズ・ジョイス」渡辺一民訳 -『ジェイムズ・ジョイス ― 現代作家論』丸谷才一編、早川書房、新版1992年
- Les Poésies d’A.O. Barnabooth (1923)『A・O・バルナブースの詩』『バルナブース氏の書、散文詩・韻文詩』- 詩集（『A・O・バルナブース全集』所収）
- Mon plus secret conseil... (1923)
  - 『秘めやかな心の声…（ラルボー著作集）』岩崎力訳、南柯書局、1980年
- Septimanie (1925)『セプティマニア』- 詩集

- Ce vice impuni, la lecture. Domaine anglais (1925)『罰せられざる悪徳・読書、英語圏』- 随筆
- 200 chambres, 200 salles de bains (1927)『200の寝室、200の浴室』- 小説
- Allen (1927)『アレン』- 小説
- Crayons de couleurs (1927)『色鉛筆』- 小説
- Jaune, bleu, blanc (1927)『黄、青、白』- 短編小説、注釈、詩
- Caderno (1927)『手帳』
- Notes sur Racan (1928)『ラカン（フランス語版）に関する覚え書き』- 随筆
- Paul Valéry (1929) - 随筆
  - 『列册新文學研究 評論部 第12篇 ― ポオル・ヴァレリイ』前田雄二訳、金星堂、1933年; 伊藤整編輯『新文學研究』大空社（「列册新文學研究 評論部 第12篇」復刻版）1994年
- Aux couleurs de Rome (1938)『ローマの色（旗）に』- 随筆
- Ce vice impuni, la lecture. Domaine français (1941) - 随筆（罰せられざる悪徳・読書、フランス語圏）
  - 『罰せられざる悪徳・読書』岩崎力訳、コーベブックス、1976年／みすず書房（みすずライブラリー）1998年
- Sous l’invocation de saint Jérôme (1944) - 翻訳論
  - 『聖ヒエロニュムスの加護のもとに』西村靖敬訳、幻戯書房〈ルリユール叢書〉、2023年
- Chez Chesterton (1949)

#### 書簡・日記
- Lettres à André Gide (1948) -『アンドレ・ジッドへの書簡』
- Journal inédit (tome I, 1954 ; tome II, 1955)- 『未刊の日記』（全二巻）
- Journal, 1931-1932, D'Annecy à Corfou, Éditions Claire Paulhan (1998) -『日記 1931-1932 ― アヌシーからケルキラ島へ』
- Journal 1934-1935, Valbois - Berg-Op-Zoom - Montagne Ste Geneviève, Éditions Claire Paulhan, 1999 -『日記 1934-1935 ― ヴァルボワ、ベルヘン・オプ・ゾーム、モンターニュ・サント＝ジュヌヴィエール（フランス語版）』
- Du navire d'argent, Gallimard, 2003 -『銀の船から』- スペイン語で執筆した記事のフランス語訳
- Notes pour servir à ma Biographie (an uneventful one), Éditions Claire Paulhan (2006) -『私の伝記に役立てるための覚え書き』
- Valery Larbaud & Jacques Rivière, Correspondance 1912-1924, Éditions Claire Paulhan (2006) -『ヴァレリー・ラルボー、ジャック・リヴィエール往復書簡』
- Journal, Gallimard (2009) -『日記』

#### 全集
- Valery Larbaud, Gallimard, Collection « La Pléiade », 1957

## 参考資料
- Cassier Robert, « Nicolas Larbaud (1822-1889), pharmacien à Vichy », In: Revue d'histoire de la pharmacie, 86e année, n°320, 1998. pp. 427-434.
- Jean-Bernard Vray, « Larbaud et les excursions au pays du peuple », Roman 20-50, 2012/1 (n° 53), pp. 109-124.
- 西村靖敬『文学の仲介者ヴァレリー・ラルボー ― ラルボーとホイットマン、バトラー、ジョイス、ラテンアメリカの作家たち』大学教育出版、2017年